# Diklofenamid
Diklofenamid (dihlorfenamid) je sulfonamid i inhibitor karbonske anhidraze iz meta-disulfamoilbenzenske klase.

## Upotreba
Diklofenamid se često koristi za tretiranje epolepsije.